# My iz buduščego
My iz buduščego (Мы из будущего) è un film del 2008 diretto da Andrej Maljukov. La prima in Russia e la prima mondiale si sono svolte il 21 febbraio 2008 sul canale "Russia-1". Nel 2010 è uscito il sequel "We are from the Future 2".

## Trama
Il film racconta la storia di quattro cercatori di reperti bellici nei luoghi in cui si svolsero battaglie della Seconda guerra mondiale. E improvvisamente, attraverso alcune fotografie da loro stessi rinvenute, si ritrovano nel 1942.
XXI secolo. Quattro amici (neonazisti) sono impegnati in scavi abusivi vicino a San Pietroburgo in luoghi che furono teatro di operazioni militari della II Guerra Mondiale in cerca di armi e altri reperti (scavatori "neri"), che vengono ben pagati. L'organizzatore è Sergei Filatov, ex studente della Facoltà di Storia, soprannominato Bormann (un soprannome in onore di Martin Bormann, politico del Terzo Reich. Conosce bene i luoghi delle battaglie da cui si può trarre profitto. L'assistente di Bormann è un rastaman soprannominato Alcohol. Gli altri due membri del gruppo sono Chukha - l'amico di Borman dell'asilo, e Skull - skinhead con un tatuaggio sulla spalla a forma di svastica.
Un'anziana donna di campagna arriva al sito degli scavi, scambiando i ragazzi per i membri del Movimento di ricerca (scavatori "bianchi"), e dice che da qualche parte qui suo figlio è scomparso in battaglia, che aveva un portasigarette d'argento con una pietra rossa - un regalo del famoso capo militare sovietico Budyonny. I giovani brilli ridacchiano felici e promettono, se viene trovato un portasigarette, di restituirglielo, i ragazzi però recano disonore alla memoria umiliando il figlio della vecchia. Essa dice con tono pacato e malinconico che nelle vicinanze c'è un lago dove rinfrescarsi.
Durante gli scavi, il gruppo scopre una piroga con i resti dei defunti e una cassaforte con documenti. Nei documenti, gli scavatori neri vedono i propri nomi e fotografie. Decidendo che si tratta di allucinazioni alcoliche dovute alla vodka "bruciata", i giovani corrono nel vicino lago nella speranza di tornare sobri. Tuttavia, dopo essere saltati in acqua, emergono nel 1942. Bagnati e nudi vengono scambiati dai sovietici per sopravvissuti da un attacco nazista. I capi credono che i ragazzi, che affermano di provenire dal futuro, abbiano semplicemente vissuto un forte shock mentale, e siccome hanno i documenti vengono date loro uniformi e armi. I quattro cercano di tornare indietro al loro tempo tuffandosi nuovamente nelle acque del lago, ma senza successo.
Una volta nel passato militare, i ragazzi prendono parte alle ostilità. L'affascinante Bormann e il botanico Chukha si innamorano della graziosa infermiera Nina. Rastaman e Alcohol intrattiene i soldati con una canzone e Vasiliev (skull) odia gli invasori con tutto il suo cuore ed è desideroso di difendere la Patria. Ricredendosi, i tre ragazzi decidono di lottare contro i nazisti.
L'apparizione improvvisa di una donna nel luogo immerge i quattro in uno shock. I soldati e i comandanti circostanti spiegano alla vecchia che sono scioccati e i ragazzi indovinano che il loro soggiorno nel passato è collegato alla promessa che hanno fatto scherzosamente alla vecchia: trovare suo figlio, il soldato dell'Armata Rossa Sokolov, scomparso nelle battaglie della Grande Guerra. L'ufficiale speciale, che sospettava che qualcosa non andasse, manda i quattro al comando del caposquadra in ricognizione per la "lingua". Prima della ricognizione, Filatov usa il suo orologio da polso per calcolare il tempo prima che la casetta sotterranea venga fatta esplodere. Sulla via del ritorno, muore il sergente maggiore Yemelyanov, e i quattro vengono catturati dai tedeschi. Sono rinchiusi in un fienile, dove si trova già lo stesso soldato dell'Armata Rossa Sokolov. È battuto, esausto e non può usare il tunnel che aveva preparato in precedenza per fuggire. Contando su questo indebolimento, i quattro decidono di fuggire. Sokolov chiede loro di dare ai loro parenti un portasigarette d'argento. I ragazzi capiscono che molto probabilmente la loro missione per ritrovare il figlio della nonna è stata completata ed è possibile che ora possano tornare a casa dall'altra parte del lago. Una volta tornati Nina e Filatov si abbracciano e si preparano per l'avanzata. I quattro amici decidono di difendere la patria finché l'avanzata non si sarà conclusa. Filatov sa però che Nina e altri soldati si nasconderanno nella casetta sotterranea che verrà colpita da una bomba. Filatov cerca di fare di tutto per salvare Nina. Gli altri tre, anche se con paura, lottano valorosamente.
In battaglia, quando l'orologio di Filatov segna 00:00:00, la casetta dove Nina si è rifugiata non esplode e lui festeggia; ma pochi secondi dopo la bomba cade e tutto esplode. Borman, Skull, Chukha e Alcohol si fanno strada verso il lago. Riescono a far saltare in aria il fortino nemico, ma Chukha viene ferito al petto da un proiettile. Tuttavia, gli altri riescono a trascinare il compagno ferito a morte nel portale del lago salvifico e "tuffarsi nel tempo" tutti insieme; i quattro amici emergono dal lago nei tempi moderni. La ferita di Chukha viene immediatamente guarita "automaticamente" senza lasciare traccia (dal momento che ai nostri tempi nessuno ha sparato a Chukha). Scioccato da tutto ciò che ha vissuto, Vasiliev strappa via il suo tatuaggio con la svastica con una pietra.